# Igor Poljanski (zwemmer)
Igor Nikolajevitsj Poljanski (Russisch: Игорь Николаевич Полянский) (Novosibirsk, 20 maart 1967) is een Russisch voormalig zwemmer. Poljanski werd in 1988 olympisch kampioen op de 200 meter rugslag. Hij won verder bij de Olympische Spelen in Seoel nog twee bronzen olympische medailles. Poljanski was daarnaast tweevoudig wereldkampioen en drievoudig Europees kampioen.

## Biografie
Igor Poljanski was in de tweede helft van de jaren 80 een van 's werelds meest dominante rugslagzwemmers. Hij begon in 1978 met zwemmen en werd in 1985 onderdeel van het nationale zwemteam van de Sovjet-Unie. Poljanski viel in maart 1985 op toen hij met 1.58,15 minuten op de 200 meter rugslag een wereldrecord zwom. Het record zou zes jaar standhouden. In 1985 won hij goud op beide rugslagafstanden bij de Europese kampioenschappen en de Universiade. Bij de wereldkampioenschappen van 1986 bemachtigde hij drie medailles: goud op de 100 en 200 meter rugslag en brons op de wisselslagestafette. De EK van 1987 waren minder succesvol voor hem, aangezien hij alleen goud op de wisselslagestafette won en zilver op de 200 meter rugslag.
Het jaar erna keerde hij echter sterker terug dan ooit. Voor de Spelen van 1988 zwom hij in maart en in juli drie keer een wereldrecord op de 100 meter rugslag (in achtereenvolgens 55,17, 55,16 en 55,00 seconden). Poljanski was zodoende de favoriet voor olympisch goud op de rugslagafstanden. Op de 200 meter rugslag lukte dit hem gemakkelijk, maar twee dagen later werd hij op de 100 meter verslagen door Daichi Suzuki en Dave Berkoff en moest hij genoegen nemen met het brons. Verder won hij brons op de wisselslagestafette. In 1989 nam Poljanski nog deel aan de EK zwemmen van dat jaar, al werd hij slechts vijfde op de 100 meter rugslag.
Het seizoen erop beëindigde hij zijn sportieve carrière, waarin hij tevens zes Sovjettitels won. Nadat de Sovjet-Unie in 1991 ophield te bestaan, emigreerde Poljanski naar Auckland, Nieuw-Zeeland. Hier runde hij een zwemschool. Poljanski is gehuwd en heeft twee kinderen, een zoon en een dochter.

## Erelijst
- Olympische Zomerspelen: 1x , 2x
- Wereldkampioenschappen, 2x , 1x
- Europese kampioenschappen: 3x , 1x

1900: Ernst Hoppenberg ·
1964: Jed Graef ·
1968: Roland Matthes ·
1972: Roland Matthes ·
1976: John Naber ·
1980: Sándor Wladár ·
1984: Rick Carey ·
1988: Igor Poljanski ·
1992: Martín López-Zubero ·
1996: Brad Bridgewater ·
2000: Lenny Krayzelburg ·
2004: Aaron Peirsol ·
2008: Ryan Lochte ·
2012: Tyler Clary ·
2016: Ryan Murphy ·
2020: Jevgeni Rylov ·
2024: Hubert Kós